# Lauren Miller
Lauren Anne Miller Rogen (Hay Miller; Sinh ngày 24 tháng 7 năm 1981) là một nữ diễn viên, danh hài, biên kịch và đạo diễn người Mỹ. Cô được biết đến rộng rãi vì xuất hiện qua những phim Superbad (2007), Zack and Miri Make a Porno (2008), và 50/50 (2011).
Vào năm 2012, cô cũng xuất hiện trong các phim For a Good Time, Call..., với vai trò đồng sản xuất và viết kịch bản, trong năm 2018 Miller tham gia sản xuất và đạo diễn bộ phim đầu tay của mình là Like Father.

## Tiểu sử
Miller sinh ta và lớn lên tại Lakeland, Florida. Cô sinh ra trong một gia đình gốc Do Thái có mẹ là Adele, bố là Scott Miller, và anh em trai là Danny. Miller học cấp ba tại Lois Cowles Harrison Center for the Visual and Performing Arts.
Năm 2003, cô tốt nghiệp đại học tại Trường nghệ thuật điện ảnh quốc gia Florida. Trong những năm học đại học cô gặp được Katie Anne Naylon, người bạn cùng phòng của cô người sau này đã cùng cô viết kịch bản cho phim For a Good Time, Call..., bộ phim dựa trên những trải nghiệm thực tế của họ.